# Hydraena kakadu
Hydraena kakadu är en skalbaggsart som beskrevs av Perkins 2007. Hydraena kakadu ingår i släktet Hydraena och familjen vattenbrynsbaggar. Inga underarter finns listade i Catalogue of Life.